# Шаг (аллюр)

Шаг

Шаг — это наиболее медленный аллюр, при котором лошадь поочерёдно опирается каждой из четырех ног. Движение шагом начинается с толчка задней ногой. В дальнейшем смена ног идет в следующей последовательности: правая передняя нога, за ней поднимается левая задняя, затем от земли отрывается левая передняя и затем правая задняя и т. д. При движении шагом лошадь наименее утомляется и способна работать более длительное время. Шаг вместе с тем является наиболее удобным аллюром для проявления силы тяги при передвижении тяжелого воза или земледельческого орудия. 
Исследования С. Д. Гайдабурова (Северная зональная станция Научно-исследовательского института коневодства) показали, что следует различать три вида шага: тихий, нормальный и ускоренный. При тихом или сокращённом шаге наблюдается так называемое трехступное опирание, т. е. лошадь всегда опирается не менее чем на три ноги. Опираясь на три ноги: правую переднюю, правую заднюю и левую переднюю лошадь отрывает от земли левую заднюю ногу и ставит её на землю сзади левой передней. Уже после этого отрывается от земли левая передняя нога. При такой смене след задних ног не перекрывает следа передних («недокрытый шаг»), а лошадь всё время находится в устойчивом равновесии. Такое движение наиболее благоприятно для проявления большой силы, но вместе с тем оно является и наиболее медленным движением.
В отличие от тихого, ускоренный шаг характеризуется не только большей скоростью, но и особенностью смены ног. При ускоренном шаге наблюдаются моменты, когда лошадь опирается только на две ноги одной параллели, например, на правые ноги — переднюю и заднюю, — или левые — переднюю и заднюю. Это вызывается тем, что при ускоренном шаге след задних ног всегда перекрывает след передних, поэтому лошадь должна убрать переднюю ногу раньше, чем опустится на землю задняя нога. Например, допустим, как и в предыдущем случае, что лошадь опирается на правую параллель и левую переднюю ногу и в этот момент отрывает от земли левую заднюю ногу. Чтобы шаг левой задней перекрыл след левой передней, лошадь должна убрать переднюю ногу раньше, чем задняя станет на землю, и в этот момент лошадь опирается только на две ноги.
Характер шага в значительной мере обусловлен типом телосложения лошади. Лошади быстрых аллюров, например верховые, у которых длина туловища примерно равна их высоте в холке, как правило, передвигаются только ускоренным шагом. Все рабочие лошади и лошади разносторонней производительности имеют длину туловища большую, нежели высота в холке (индекс формата 104—108). При работе с небольшим тяговым усилием эти лошади также передвигаются ускоренным, перекрытым шагом. Но при работе с большим напряжением и значительной силе тяги рабочие лошади всегда передвигаются тихим «недокрытым шагом». В данном случае особенности движения шагом определяются не только отношением длины туловища к его высоте, но и длинноногостью лошади, т. е. отношением длины ног к длине туловища. Укороченные и длинноногие лошади неспособны к тихому, «недокрытому» шагу и могут передвигаться только ускоренным шагом, в силу чего эти лошади менее пригодны для использования на работах с большим тяговым усилием, например, на сельскохозяйственных работах. Вместе с тем, ускоренный шаг очень удобен при использовании лошади под верхом и для разъездов в лёгком экипаже, так как в этом случае достигается наибольшая скорость. Лошадь может передвигаться шагом до 6—7 км/ч. Обычная скорость движения шагом 3,5—4,5 км/ч.